# Andrew Cuomo
Pour les articles homonymes, voir Cuomo.
Andrew Cuomo, né le 6 décembre 1957 dans le Queens (New York), est un homme politique américain. Membre du Parti démocrate, il est secrétaire au Logement et au Développement urbain des États-Unis entre 1997 et 2001 durant la présidence de Bill Clinton et gouverneur de l'État de New York entre 2011 et 2021.

## Situation personnelle

### Origines et vie familiale
Andrew Cuomo est le fils aîné de Mario Cuomo, lui-même ancien gouverneur de l'État de New York et de Matilda Raffa. Il est marié de 1991 à 2005 à Mary Kerry Kennedy, fille de Robert et Ethel Kennedy. Il est divorcé et a trois filles : les jumelles Mariah Matilda Kennedy-Cuomo et Cara Ethel « Kick » Kennedy-Cuomo, nées en 1995, et Michaela Andrea Kennedy-Cuomo, née en 1997. Il vit entre 2005 et 2019 avec la chef Sandra Lee (née Christiansen, en 1966). Son frère Chris Cuomo (né en 1970) est présentateur de télévision sur CNN. Cuomo est d'origine italo-américaine.

### Formation et carrière
Andrew Cuomo est titulaire d'un baccalauréat universitaire ès lettres délivré par l’université Fordham en 1979 et d'un doctorat en droit de l'École de droit d'Albany en 1982.
Après ses études en droit, il participe à la campagne de 1982 pour le gouvernorat de New York menée par son père. Il conseille politiquement ce dernier et reçoit pour ses services le salaire symbolique d'un dollar.
De 1984 à 1985 il est procureur assistant de district dans l'État puis travaille pour le cabinet juridique Blutrich, Falcone & Miller. Il se spécialise par la suite dans le logement social en fondant Housing Enterprise for the Less Privileged (HELP USA) en 1986, proposant des logements à prix abordables et animant la vie de quartier. Il quitte Blutrich, Falcone & Miller en 1988 pour se consacrer à plein temps à HELP USA.

## Parcours politique

### Au sein de l'administration Clinton
Andrew Cuomo préside la commission de la ville de New York sur les sans-abris (en anglais : New York City Homeless Commission) de 1990 à 1993 sous le mandat du maire David Dinkins. Il travaille par la suite dans l'administration du président Bill Clinton, en tant que secrétaire adjoint au Logement et au Développement urbain des États-Unis de 1993 à 1997. À cette date il devient secrétaire au Logement et au Développement urbain, quittant le poste en 2001 à la fin de la présidence Clinton.

### Candidature aux élections de 2002
Il se présente aux primaires du Parti démocrate pour le poste de gouverneur de l'État de New York lors des élections de 2002. Bien qu'un temps donné favori, il est largement critiqué pour avoir affirmé que le gouverneur George E. Pataki, membre du Parti républicain, reste derrière le maire de la ville de New York Rudy Giuliani après les attentats du 11 septembre 2001 et n'est pas à la hauteur de la situation. Andrew Cuomo retire sa candidature peu après ; les démocrates nominent Carl McCall comme leur candidat mais ce dernier perd contre Pataki, qui est réélu.

### Procureur général de l’État de New York
Élu procureur général de l'État de New York en 2006 par plus de 58 % des voix face à Jeanine Pirro, Cuomo exerce la fonction de 2007 à 2010.
Hillary Clinton est choisie par le président nouvellement élu Barack Obama pour être secrétaire d'État des États-Unis en 2009 et le gouverneur de l'État de New York, le démocrate David Paterson, doit alors désigner son remplaçant au poste de sénateur fédéral jusqu'à l'élection spéciale qui doit être organisée en 2010. Cuomo est alors vu comme l'un des candidats les plus probables pour la nomination, avec Caroline Kennedy (elle est aussi la cousine germaine de l'ancienne épouse d'Andrew Cuomo mais décline finalement pour des raisons personnelles, deux jours avant la date prévue de l'annonce officielle) et la représentante fédérale Kirsten Gillibrand,. Le 23 janvier, Paterson annonce qu'il choisit cette dernière pour le mandat au Sénat des États-Unis.

### Gouverneur de l’État de New York

#### Élections de 2010
Andrew Cuomo se présente et remporte les élections de 2010 pour le poste de gouverneur de l'État de New York, gagnant la primaire de son parti sans opposition et battant le candidat du Parti républicain, Carl Paladino. Il succède à David Paterson. Celui-ci devenu gouverneur après la démission en 2008 d'Eliot Spitzer, à la suite d'un scandale impliquant un réseau d'escorts, ne se présentait pas à un plein mandat.

#### Réélection en 2014

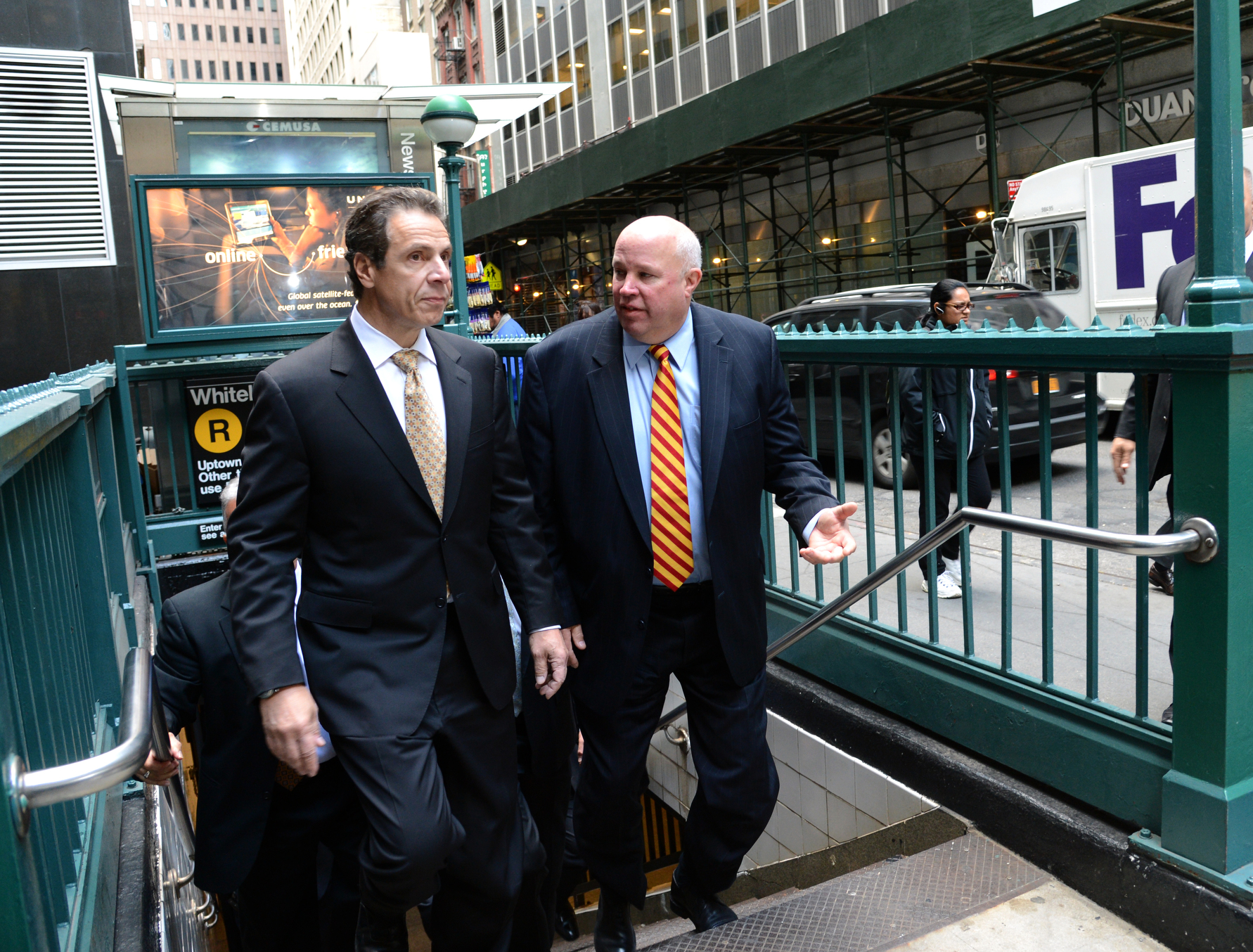
Andrew Cuomo en 2013 avec le directeur de la Metropolitan Transportation Authority (MTA) Thomas Prendergast, visitant les travaux de réparation du métro de New York après le passage de l'ouragan Sandy.

Lors des élections de 2014, Andrew Cuomo est réélu après sa victoire contre Rob Astorino, candidat du Parti républicain. Zephyr Teachout, concourant politiquement à sa gauche lors de la primaire démocrate, est également battue par le gouverneur sortant (62,92 % des voix contre 33,47 % pour Teachout). Il entame un deuxième mandat de gouverneur le 1er janvier 2015.

#### Style de gouvernorat
Son gouvernorat est notamment marqué par le vote de lois progressistes sur les congés maternité, les droits des syndicats, l'accès à l'enseignement supérieur, le contrôle des armes à feu et les discriminations sur l'orientation sexuelle. Une augmentation du salaire minimum horaire à 15 dollars est adoptée et Cuomo réintroduit une taxe sur les millionnaires précédemment supprimée, augmente l'âge selon lequel un mineur peut être légalement jugé pour ses actes comme un adulte et crée un fonds de 10 millions de dollars pour offrir une représentation légale aux immigrés devant le système judiciaire lorsque ce dernier prend des décisions sur leur statut. Andrew Cuomo soutient également de grands projets d'infrastructure, tels un remplacement du pont Tappan Zee par deux nouveaux ponts en prévision de l'augmentation du trafic routier, un plan de rénovation du métro de New York, un agrandissement de la gare de Pennsylvania Station, un train automatisé desservant l'aéroport LaGuardia et une rénovation des terminaux de ce dernier, le projet East Side Access et une rénovation de la Long Island Railroad en vue de la densification du trafic ferroviaire sur l'axe.

#### Élections de 2018

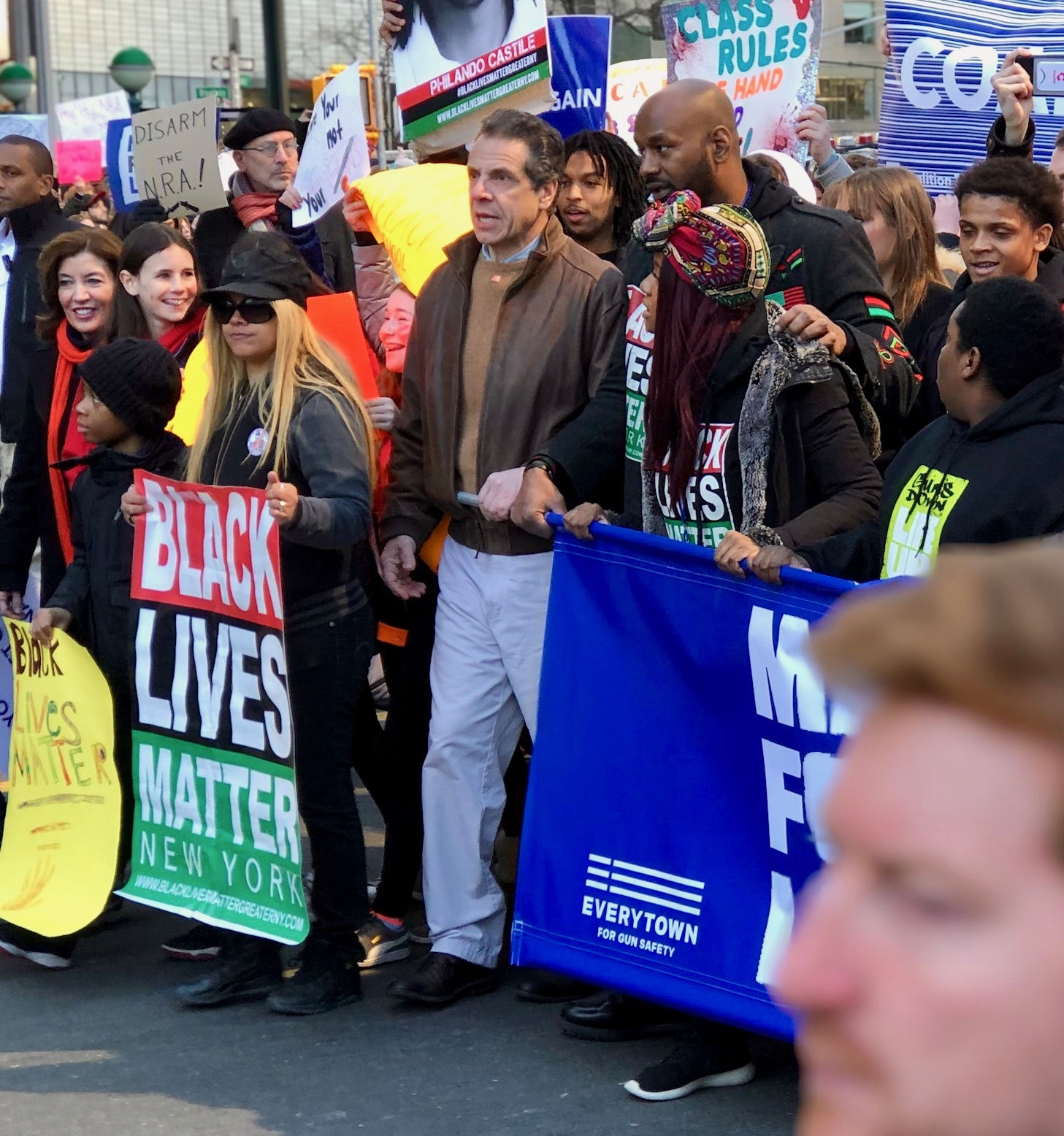
Andrew Cuomo lors d'une manifestation liée au mouvement Black Lives Matter, à New York en 2018.

Il concourt à un troisième mandat lors des élections de 2018 et doit faire face à la candidature de l'actrice Cynthia Nixon à la gauche du Parti démocrate lors de la primaire. Il remporte la primaire par 65,61 % des voix contre 34,39 % pour Nixon et fait face au candidat du Parti républicain, Marcus Molinaro et des candidats de partis mineurs, lors de l'élection du 6 novembre 2018 qu'il remporte.

#### Pandémie de Covid-19
Lorsque la pandémie de Covid-19 frappe New York, Cuomo a le projet pour 2020 d'un vaste plan d’austérité pour l'État,  associé à des coupes élevées dans le budget de la santé. Il prévoit la suppression de 400 millions de dollars dans le budget de Medicaid, qui vient en aide aux plus démunis, ainsi que la fermeture de milliers de lits d'hôpitaux. Ses premiers éléments de gestion de la pandémie dans l'État sont salués — trouver des lits d'hôpitaux, des respirateurs, du matériel de protection pour les soignants, augmentation de l'amende pour les contrevenants à la distanciation sociale, points presse réguliers, mesures de confinement — avec certains lui prédisant même un destin national. Cependant, l'annonce en mars des premières mesures d'économie suscite l'émotion du milieu médical et la désapprobation de l'aile gauche de son parti : Gustavo Rivera, président de la commission de la Santé du Sénat de l'État de New York, évoque ainsi publiquement un double jeu et des mesures obscènes. Cuomo s'embourbe dans la gestion du Covid-19 au point que le département de la Justice des États-Unis ouvre une enquête en raison de suspicions de manipulation de données.

#### Accusations de harcèlement sexuel et démission
En décembre 2020, Andrew Cuomo est accusé de harcèlement sexuel par Lindsey Boylan, une ancienne collaboratrice. Il est visé par de nouvelles accusations en février puis en mars 2021. Il est par ailleurs mis en cause pour son comportement jugé brutal, après qu'un parlementaire démocrate de l'État, Ron Kim (en), a indiqué qu'Andrew Cuomo avait menacé de le « détruire » pour avoir critiqué sa gestion des maisons de retraite. Mi-mars, un total de six femmes l’accusent de crimes sexuels.
En avril 2021, d'après le New York Times, la procureure générale de l'État de New York, Letitia James, a ouvert une enquête pour détournements de fonds publics, Andrew Cuomo étant suspecté d'avoir utilisé des fonds publics pour promouvoir son livre traitant de sa gestion de la crise sanitaire. Au mois de mars, le New York Times rapportait déjà que des assistants d'Andrew Cuomo auraient été mobilisés pour l'aider à rédiger son ouvrage ; en réponse, Cuomo avait affirmé que les membres de son équipe avaient réalisé un travail bénévole ou qui se limitait à la relecture de passages dans lesquels ils étaient mentionnés.
Le 3 août 2021, la procureure annonce que « les enquêteurs ont constaté que les actions du gouverneur Cuomo avaient violé de multiples lois fédérales et d’État, ainsi que les propres politiques écrites de la chambre exécutive ». Réagissant à ces conclusions des enquêteurs, Andrew Cuomo affirme n'avoir « jamais touché quelqu'un de manière inappropriée ou fait des avances sexuelles ». Quelques heures après la révélation des résultats de cette enquête, le président Joe Biden, longtemps proche de lui, appelle Cuomo à démissionner. La démocrate Nancy Pelosi, présidente de la Chambre des représentants, suggère également au gouverneur de quitter son poste.
Le 10 août 2021, Andrew Cuomo annonce sa démission de son poste de gouverneur, qui sera effective deux semaines plus tard,. Il démissionne officiellement le 23 août 2021.
Le 7 janvier 2022, à la demande du bureau du procureur du comté d'Albany, la seule procédure criminelle contre Cuomo pour harcèlement sexuel est abandonnée par la justice. Les procureurs chargés de l'affaire considèrent ne pas avoir suffisamment d'éléments pour obtenir une condamnation de Cuomo même s'ils jugent le récit de la plaignante, Brittany Commisso, crédible.

### Candidature à la mairie de New York en 2025
Le 1er mars 2025, Cuomo annonce être candidat à la primaire du Parti démocrate en vue de l’élection municipale de New York qui aura lieu en novembre de la même année. Pendant plusieurs mois, il fait figure de grand favori de la primaire en étant donné en tête dans les sondages, et en recevant de nombreux soutiens parmi les élus démocrates, y compris de la part de certains qui avaient appelé à sa démission en 2021.
Lors de la primaire démocrate du 24 juin, il est battu par Zohran Mamdani, candidat de l'aile gauche du parti démocrate soutenu par Alexandria Ocasio-Cortez et Bernie Sanders, ce qui est considéré comme une grande surprise. S'il concède la victoire à Mamdani, il déclare alors réfléchir à se maintenir dans l'élection en tant que candidat indépendant.
Le 14 juillet, il confirme son intention de maintenir sa candidature à l'élection générale du 4 novembre, cette fois-ci en tant qu'indépendant.

## Prises de position
Considéré comme un démocrate progressiste, il a soutenu, avant que les affaires ne le rattrapent, le mariage homosexuel et le mouvement #metoo et défendu des lois contre le harcèlement sexuel. Par ailleurs, il a augmenté le salaire minimal à 15 dollars ainsi que les congés parentaux.

## Historique électoral
| Année | Andrew Cuomo | Républicain | Vert  | Libertarien | Autres |
| ----- | ------------ | ----------- | ----- | ----------- | ------ |
| Année |              |             |       |             |        |
| 2010  | 61,0 %       | 32,5 %      | 1,3 % | 1,0 %       | 4,2 %  |
| 2014  | 54,3 %       | 40,3 %      | 4,8 % | 0,4 %       | 0,1 %  |
| 2018  | 57,9 %       | 36,0 %      | 1,6 % | 1,5 %       | 2,9 %  |